# برایان گلیزر

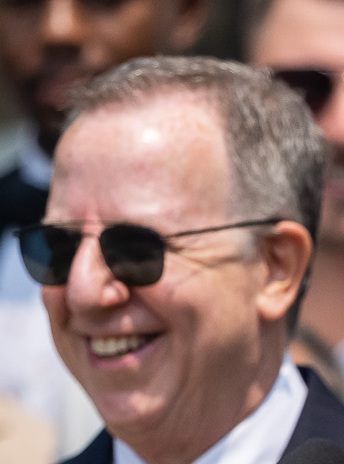
برایان گلیزر در جولای سال ۲۰۲۱

برایان گلیزر (به انگلیسی: Bryan Glazer) یکی از اعضای خانواده گلیزر می‌باشد که صاحب First Allied Corporation، تمپابی بوکانیرز و منچستر یونایتد هستند.وی یکی از مدیران غیر اجرایی منچستر یونایتد نیز هست.